# Chalicotheriidae
I calicoteri (il cui nome, dal greco, significa "bestia di ghiaia", da chalix, ossia "ghiaia", e therion, ossia "bestia") sono un clade estinto di mammiferi perissodattili vissuti in Nord America, Eurasia e Africa dall'Eocene medio fino al Pleistocene inferiore, circa 46,2 milioni di anni fa fino a 781.000 anni fa. I calicoteri rappresentano una delle cinque principali radiazioni evolutive dei Perissodattili, comprendenti tre gruppi attuali (i cavalli, i rinoceronti e i tapiri) e due estinti (i brontoteri e i calicoteri).

## Descrizione

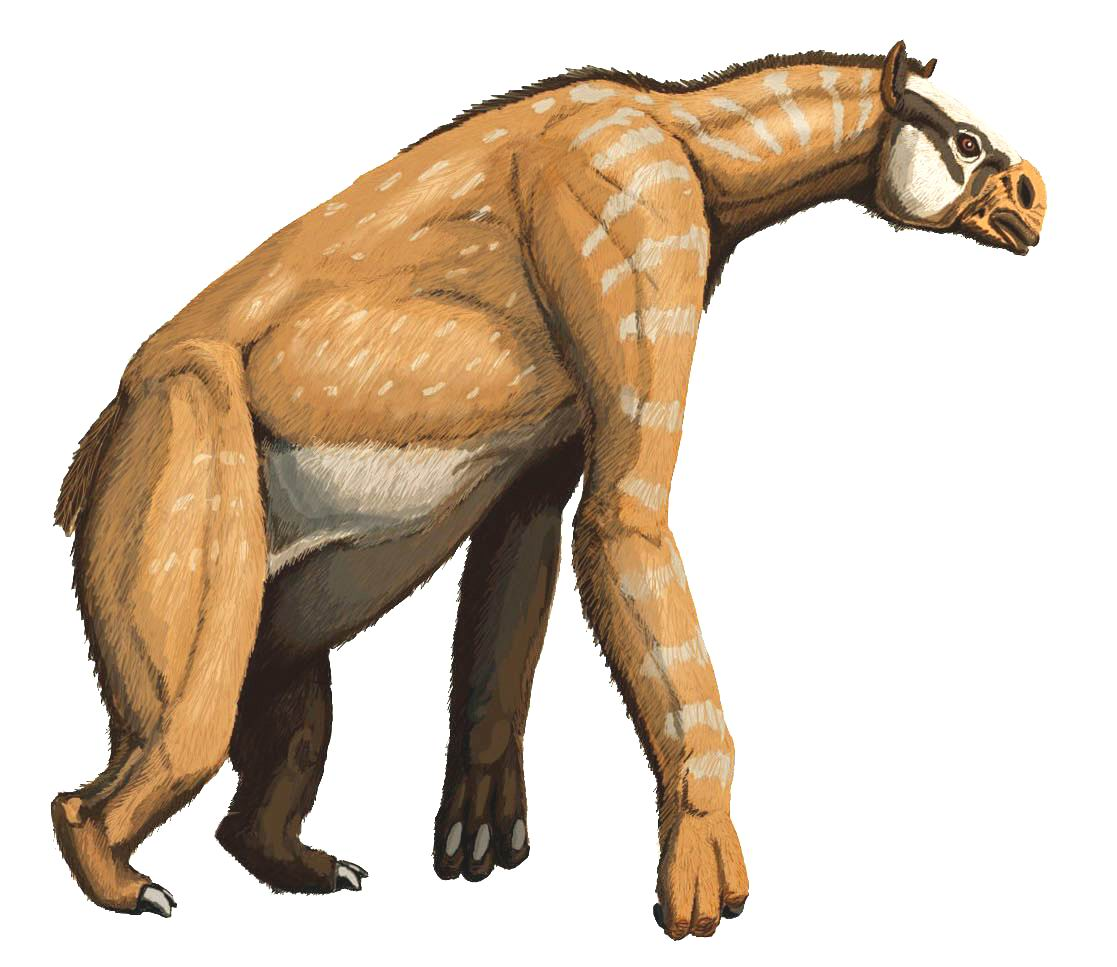
Ricostruzione di Anisodon grande un calicotheriino, formalmente Chalicotherium grande.

A differenza dei moderni perissodattili, i calicoteri possedevano arti artigliati, con arti anteriori nettamente più lunghi e sviluppati rispetto agli arti posteriori. Gli incisivi inferiori tagliavano il cibo contro un cuscinetto privo di denti nella mascella superiore, mentre i molari a corona bassa erano deputati a sminuzzare il cibo brucato da alberi e arbusti, che costituivano la loro principale fonte di nutrimento. Gli adattamenti derivati, soprattutto negli arti anteriori e nelle mani, hanno portato all'evoluzione di due sottofamiglie distinte: gli Schizotheriinae e i Chalicotheriinae.
I calicoteri schizoteri, come Moropus, vivevano in una varietà di habitat che spaziavano dalle aree boschive alle foreste e savane di Asia, Africa e Nord e Centro America. I generi appartenenti a questa sottofamiglia svilupparono colli più lunghi e adattamenti del cranio che suggeriscono la presenza di lingue lunghe e prensili, simili a quelle delle giraffe. Gli arti posteriori robusti e il bacino allungato indicano che fossero in grado di assumere una posizione eretta, come le moderne capre, utilizzando gli artigli anteriori per agganciare e avvicinare i rami alla portata della lingua. Gli artigli erano retrattili, consentendo all'animale di camminare normalmente sulla pianta del piede. Studi sull'usura dentaria suggeriscono che la loro dieta includesse foglie, ramoscelli, frutta e corteccia.
I calicoterini, come Anisodon, vivevano esclusivamente in habitat boschivi e foreste umide a chioma chiusa, senza mai raggiungere le Americhe, e svilupparono un'anatomia molto insolita per un ungulato. I loro colli corti e taurini, uniti a teste simili a quelle dei cavalli, non mostravano adattamenti particolari per raggiungere la vegetazione alta. Invece, i calicoterini svilupparono arti anteriori molto lunghi, dotati di articolazioni della spalla mobili e di grandi artigli uncinati. Il bacino e gli arti posteriori erano specializzati per mantenere una postura bipede e permettere all'animale di sedersi per lunghi periodi durante l'alimentazione, comportamento simile a quello dei moderni babbuini gelada. In passato, alcuni paleontologi ipotizzarono che i grandi artigli fossero utilizzati per scavare radici e tuberi, ma la morfologia dentaria indica una dieta composta principalmente da cibi morbidi, come frutta e semi. Gli arti anteriori erano invece adattati per raggiungere, afferrare e strappare piante da portare alla bocca. Poiché gli artigli anteriori non erano retrattili, questi animali camminavano sulle nocche degli arti anteriori, similmente alle grandi scimmie. La loro anatomia, postura e locomozione mostrano una convergenza evolutiva con altri grandi brucatori selettivi che si nutrono in posizione bipede, come i bradipi terricoli, i gorilla e i panda giganti.
I fossili di calicoteri sono piuttosto rari, anche in aree in cui altri taxa di dimensioni simili sono ben conservati, il che suggerisce che fossero animali per lo più solitari, a differenza di cavalli, rinoceronti e brontoteri. Solo due specie di calicoteri sono note da scheletri completi: lo schizoteriino Moropus del Miocene inferiore del Nord America e il calicoterino Anisodon del Miocene medio europeo. I fossili delle altre specie variano da molto frammentari a moderatamente completi. I calicoteri variavano in dimensioni da quelle di un'antilope a quelle di un grande cavallo da tiro.

## Evoluzione

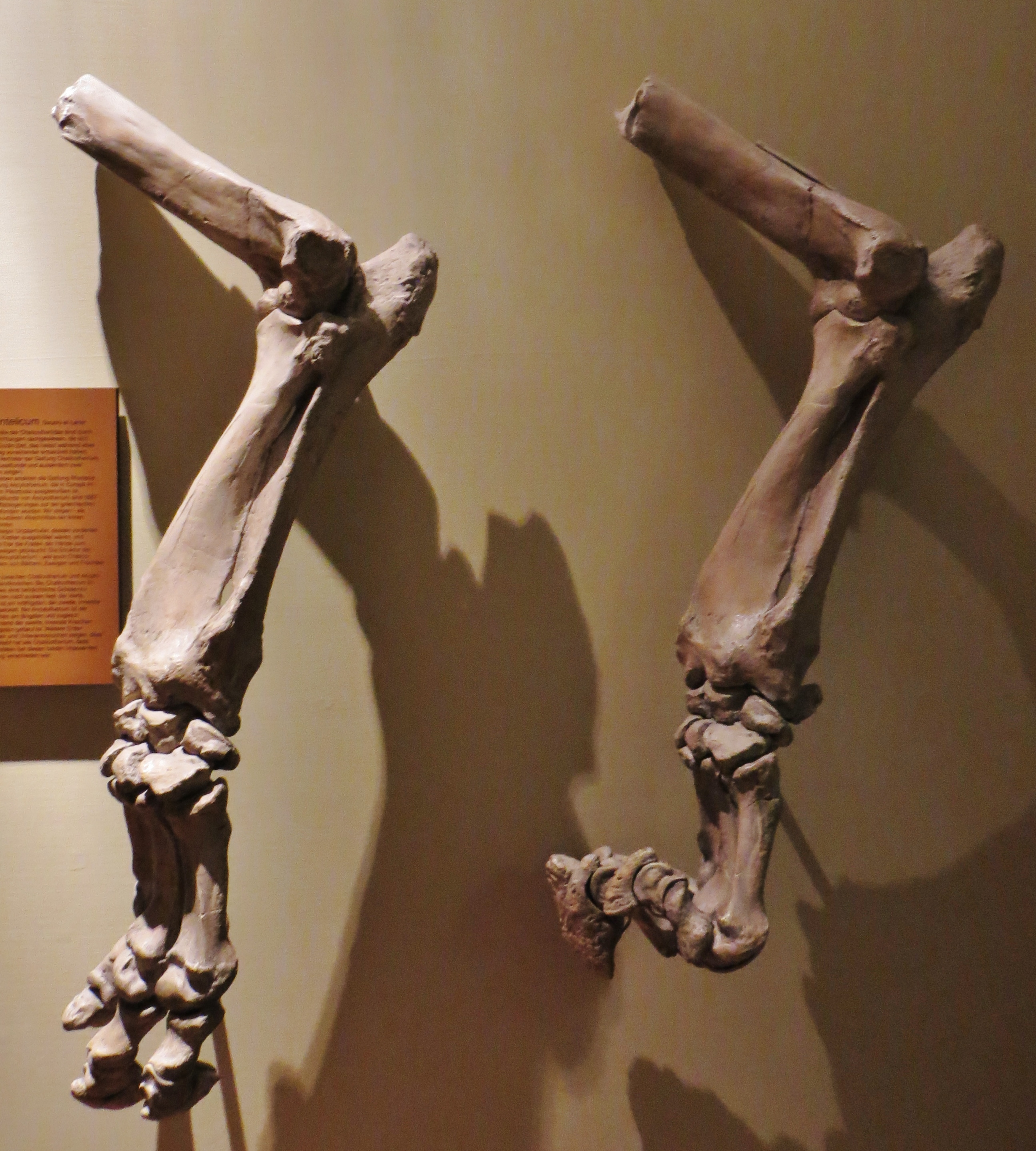
Arti di Ancylotherium pentelicum, al Museo di scienze naturali di Basilea

Il più antico calicoterio identificato con certezza visse circa 46 milioni di anni fa, nell'Eocene dell'Asia. Si ritiene che la famiglia si sia evoluta lì, ma che sia apparsa anche in Nord America durante l'Eocene. Alla fine dell'Oligocene, questi animali si erano già divisi in due sottofamiglie: gli schizotheriini e i chalicotheriini (i primi chalicotheri sono spesso attribuiti alla famiglia Eomoropidae; non è ancora chiaro se avessero artigli né come le due sottofamiglie abbiano divergito esattamente). Entrambe le sottofamiglie ebbero successo per milioni di anni, raggiungendo la loro massima diversità durante il Miocene. Gli schizotheriini più evoluti, come Moropus, arrivarono in Nord America attraverso il ponte terrestre di Bering tra la fine dell'Oligicene e l'inizio del Miocene, espandendosi successivamente verso sud, fino all'America centrale.
Ci furono ulteriori radiazioni evolutive in Africa, dove i calicoterini furono successivamente rimpiazzati dagli schizotheriini. Entrambi i gruppi si diffusero anche in Europa. Durante il Pliocene, in Nord America, questi animali dovettero affrontare una nuova competizione causata dai bradipi megalonichidi, emigrati dal Sud America durante il Grande Scambio Americano, e dalle grandi scimmie, che si stavano evolvendo nelle foreste africane ed europee. Nonostante il declino successivo al Miocene, la famiglia dei calicoteri riuscì a persistere in Africa fino alla fine del Pleistocene; l'ultima specie sopravvissuta fu lo schizotheriino Ancylotherium hennigi.
I calicoteri sono strettamente imparentati con i brontoteri estinti, così come con cavalli, rinoceronti e tapiri. Poiché l'evoluzione iniziale dei perissodattili rimane in gran parte irrisolta, i loro parenti più stretti tra gli altri gruppi di perissodattili non sono ancora stati identificati con certezza. Tradizionalmente, venivano classificati come più vicini ai Ceratomorpha (tapiri e rinoceronti) rispetto agli Equoidea (cavalli e affini). Tuttavia, uno studio cladistico del 2004 ha individuato i calicoteri come gruppo fratello dei Lophiodontidae, e il gruppo combinato (chiamato Ancylopoda) come gemello di tutti i perissodattili moderni (Equoidea + Ceratomorpha), con i brontoteri come il gruppo più distanziato all'interno dell'ordine dei Perissidattili.